# Gnophos distincta
Gnophos distincta är en fjärilsart som beskrevs av Embrik Strand 1902. Gnophos distincta ingår i släktet Gnophos och familjen mätare. Inga underarter finns listade i Catalogue of Life.